# I. e. 59
Évszázadok: i. e. 2. század – i. e. 1. század – 1. század
Évtizedek: i. e. 100-as évek – i. e. 90-es évek – i. e. 80-as évek – i. e. 70-es évek – i. e. 60-as évek – i. e. 50-es évek – i. e. 40-es évek – i. e. 30-as évek – i. e. 20-as évek – i. e. 10-es évek – i. e. 1-es évek
Évek: i. e. 64 – i. e. 63 – i. e. 62 – i. e. 61 –  i. e. 60 – i. e. 59 – i. e. 58 – i. e. 57 – i. e. 56 – i. e. 55 – i. e. 54

## Események

### Róma
- Caius Iulius Caesart és Marcus Calpurnius Bibulust választják consulnak.
- Caesar törvényjavaslatot terjeszt be a Pompeius veteránjainak kiosztandó földről, aminek elfogadását Bibulus minden eszközzel igyekszik megakadályozni. Miután Crassus és Pompeius is nyíltan Caesar mellé áll, a néptribunusok sem hajlandóak megvétózni a törvényt és Bibulust nyilvánosan inzultálják. Bibulus tiltakozásul consulsága lejártáig visszavonul az otthonába, ezért az évet gúnyolódva Iulius és Caesar consuli évének hívják.
- A szenátus megpróbálja korlátozni Caesar befolyását azzal, hogy consuli éve után Itália erdeinek felügyeletét bízza rá. Publius Vatinius néptribunus viszont elfogadtat egy törvényt, amely Gallia Cisalpina és Illyricum provinciák kormányzójává nevezi ki (ez később kiegészült Gallia Narbonensissel is), négy légiót bíz rá, ráadásul a szokásos egy év helyett öt évre.
- Caesar feleségül veszi Lucius Calpurnius Piso Caesoninus lányát, Calpurniát. Pompeius feleségül veszi Caesar lányát, Juliát.
- Az éves Floralia ünnepség során a veteránok számára coloniát alapítanak, amely a Florentia (ma Firenze) nevet kapja.
- Caesar javaslatára a szenátus a római nép szövetségesének és barátjának nyilvánítja XII. Ptolemaiosz egyiptomi fáraót, aki ezért 6000 talentumot fizet Caesarnak.
- Caesar utasítást ad, hogy az Acta Diurnát, a világ első napilapját ezentúl nyilvánosan közzé kell tenni.

## Születések
- Titus Livius, római történetíró
- XIV. Ptolemaiosz, egyiptomi fáraó

## Halálozások
- Caius Octavius, Augustus császár apja
- Quintus Caecilius Metellus Celer római politikus, katona
- Liu Ho, kínai császár 27 napig

## Fordítás
- Ez a szócikk részben vagy egészben  a(z)   59 av. J.-C. című francia Wikipédia-szócikk ezen változatának fordításán alapul.  Az eredeti cikk szerkesztőit annak laptörténete sorolja fel. Ez a jelzés csupán a megfogalmazás eredetét és a szerzői jogokat jelzi, nem szolgál a cikkben szereplő információk forrásmegjelöléseként.